# Уэст-Де-Мойн
Уэст-Де-Мойн (англ. West Des Moines) — город в округах Полк (преимущественно) и Даллас (отдельные постройки заходят на территорию округов Уоррен и Мадисон) в Айове в Соединённых Штатах Америки.
По данным переписи 2020 года население города составляло 68 723 человека; став третим по численности населения городом в столичном регионе Де-Мойн и шестым по численности населения городом в Айове (в 2010 году был на 10-м месте).

## История
Сначала город назывался «Valley Junction», но жители считали его слишком архаичным и 1 января 1938 года поменяли его на нынешнее — Уэст-Де-Мойн, сделав первые шаги к «новой идентичности».
Несмотря на Великую депрессию были построены новая начальная школа и футбольный стадион Old Valley на 8-й улице и Хиллсайде; освящены 24 мая 1939 года.
Несколько торговых и офисных комплексов открылись вдоль коридорапосле завершения строительства автострады, включая Valley West Mall, который открылся в 1975 году. Население города выросло с 11 964 в 1960 году до 31 702 в 1990 году.
В 1993 году во время Великого наводнения вышедшая из берегов река Раккун затопила водоочистные сооружения Уэст-Де-Мойна, перекрыв подачу питьевой воды в город. После этого, вдоль ручья Уолнат-Крик была построена дамба для защиты этой области от подобных природных катаклизмов.
Город расширился до округа Даллас в 2000-х годах, разместив в черте города первоклассные поля для гольфа признанные одними из лучших в Айове.
Благодаря довольно взвешенной политике местных органов власти, в этом районе ведётся крупное коммерческое строительство, включая открытие множества дополнительных отелей, торговых центров и офисных зданий, включая новый корпоративный кампус Wells Fargo. В 2005 году город впервые приобрёл для строительства земли в соседнем округе Уоррен. С 1990 по 2015 год Уэст-Де-Мойн являлся самым быстрорастущим городом в Айове по площади.
В 1990-х годах открылся новый городской школьный кампус. Новый полицейский участок открылся в апреле 1992 года. За этим последовало открытие новой публичной библиотеки в 1996 году; библиотека служила временным домом для мэрии, пока в конце 2002 года не было открыто новое здание. На территории кампуса также есть новый стадион, который открылся в 2002 году.

## География
По данным Бюро переписи населения США, город имеет площадь 39,48 квадратных миль (102,25 км2), из которых 38,59 квадратных миль (99,95 км2) — это суша и 0,89 квадратных миль (2,31 км2) — вода.